# Zespół szpitalny Juliusz w Rybniku
Zespół szpitalny „Juliusz” – znajdujący się w Rybniku, pomiędzy ulicami 3 Maja i Klasztorną, dawny zespół szpitalny z przełomu XIX/XX wieku.

## Historia

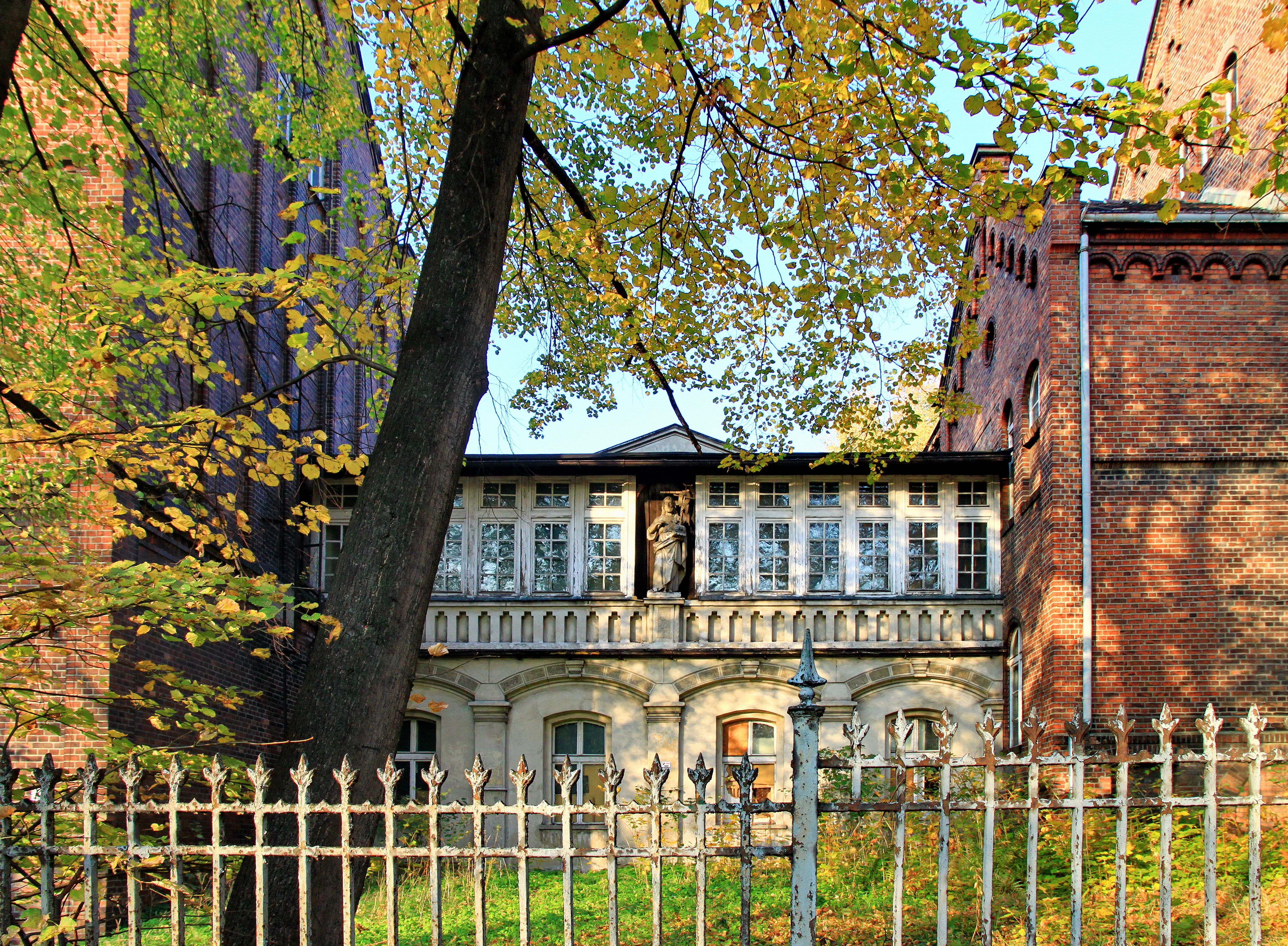
Zespół szpitalny Juliusz

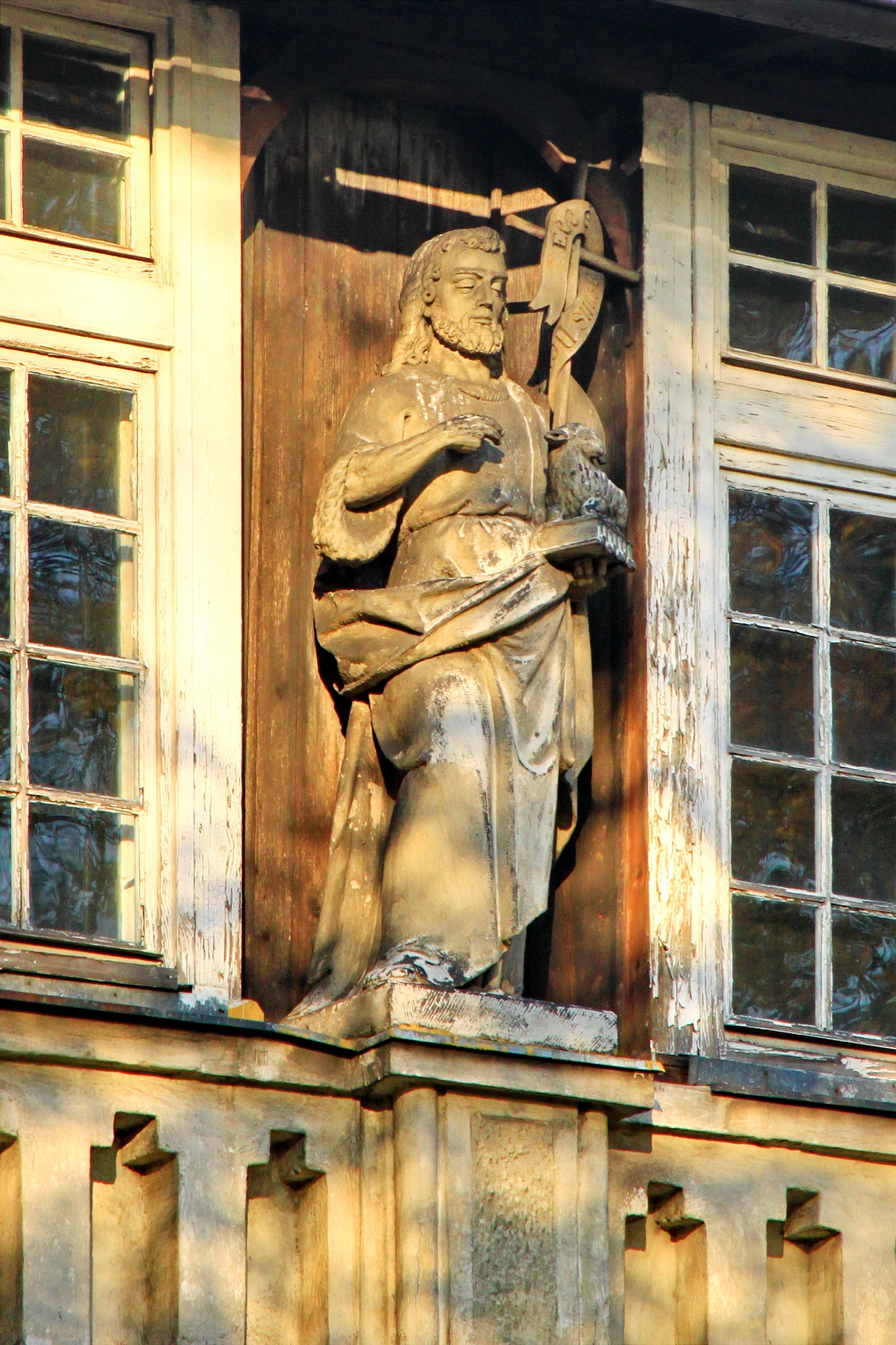
Detale

Budowę szpitala zainicjował Juliusz Roger (1819–1865) – lekarz przyboczny na dworze księcia raciborskiego Wiktora I, a zarazem Królewski Radca Sanitarny. Oprócz Juliusza Rogera do powstania szpitala w Rybniku przyczynili się także książę raciborski, powiat rybnicki, który finansował przedsięwzięcie i zapewnił transport i robotników, a także specjalnie utworzony Komitet zbierający dobrowolne składki po domach prywatnych. Wybudowany szpital otrzymał decyzją władz pruskich z 4 stycznia 1868 r. prawa korporacji, dzięki czemu mógł przyjmować dotacje i darowizny. Juliusz Roger nie doczekał otwarcia szpitala, gdyż zmarł na zawał serca w lesie koło Rudy (województwo śląskie) w 1865 roku.
Szpital został wybudowany w latach 1868–1869, zaś oficjalnie otwarto go w 1871 r. po tym jak na mocy uchwały walnego zebrania został przejęty przez Śląski Związek Rycerzy Maltańskich. W szpitalu znajdowało się na początku 80 łóżek i służbę pełniło 8 sióstr zakonnych św. Franciszka z Westfalii. W 1894 roku szpital dostał 40 000 marek, przekazanych przez diecezję Munster w Westfalii z kolekty kościelnej. Także miasto, powiat rybnicki i prywatni ludzie przekazali pieniądze na szpital, za które dokupiono dodatkowe grunty i wyposażono lepiej szpital. W 1894 roku przy szpitalu powstała osobna kaplica (pw. św. Juliusza), zaś kolejne budynki powstały w latach 1900 i 1901.
Podczas II wojny światowej szpital „Juliusz” znacznie ucierpiał, dlatego zaraz po przejęciu Rybnika przez Armię Czerwoną dr Franciszek Kubacki z gronem oddanych sprawie współpracowników zabrali się do uporządkowania zdewastowanego szpitala, gdzie wkrótce, choć w bardzo prymitywnych warunkach wykonywano poważne zabiegi chirurgiczne instrumentami pożyczonymi od lekarzy.
Po wojnie w okresie socjalizmu, szpital dalej pełnił swoją rolę jako Szpital Miejski przy ulicy Rewolucji Październikowej 18. Mieściły się tam oddziały Laryngologiczny, Okulistyczny i Dermatologiczny. Od strony ulicy Rewolucji Październikowej (dziś 3 Maja), na miejscu w którym kiedyś znajdowały się chlewnie sióstr Boromeuszek, dobudowano budynek w którym powstało Pogotowie Ratunkowe. Jako Szpital Miejski nr 1 istniał do 2000 roku, kiedy to wszystkie oddziały szpitalne zostały przeniesione do nowego szpitala w Orzepowicach. Od tego momentu obiekt stopniowo popadał w ruinę.
Obecnie kompleks składa się z czterech gmachów dawnego szpitala: najstarszych i największych Juliusz i Rafał, dawnego oddziału dermatologii i dobudowanego znacznie później budynku dawnego pogotowia ratunkowego. Oprócz tego kompleks uzupełnia kaplica pw. św. Juliusza.

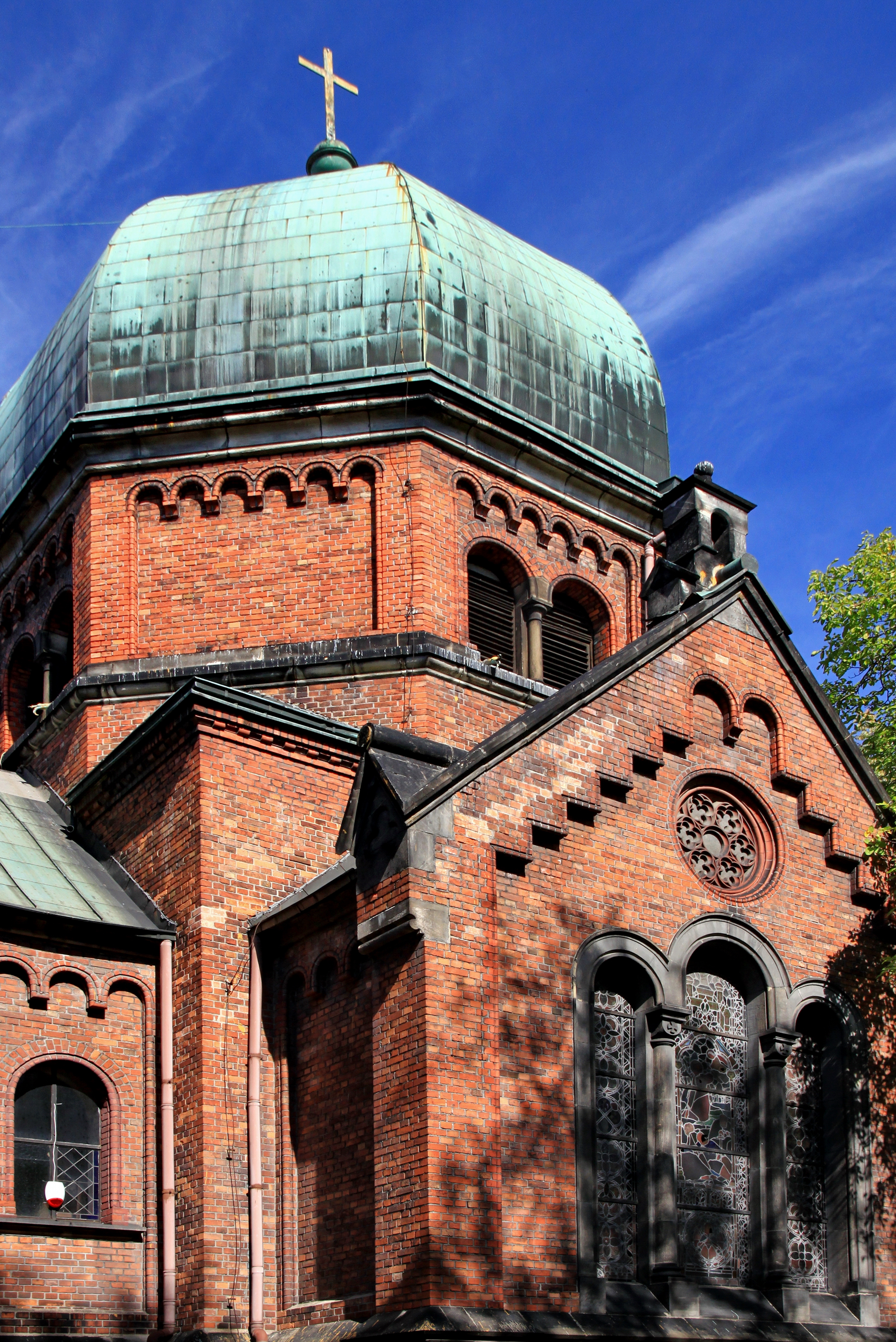
Kaplica szpitalna pw. św. Juliusza

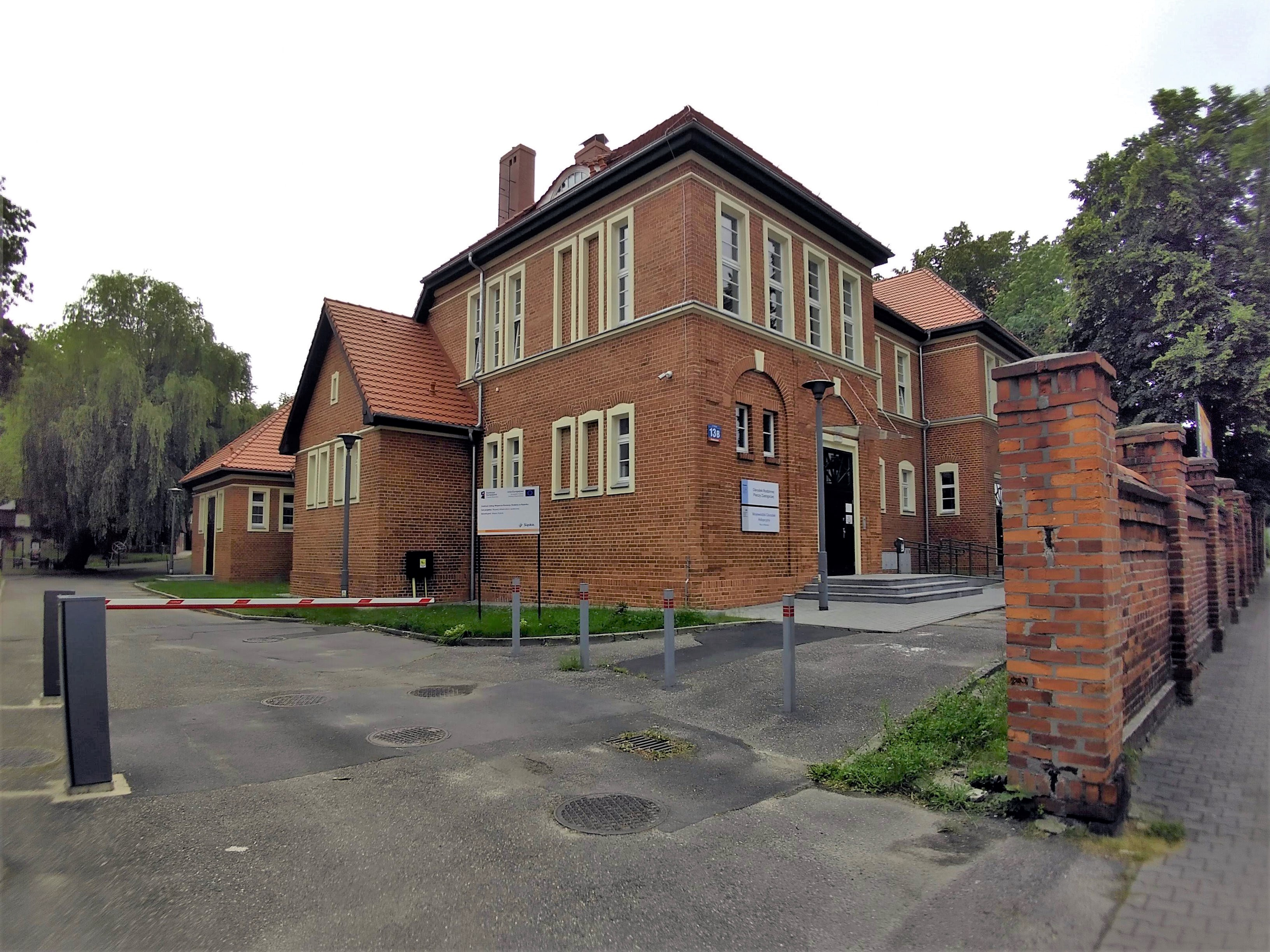
Dawny oddział dermatologii

W 2009 roku zespół poszpitalny został podzielony przez dotychczasowego właściciela – Zarząd Województwa Śląskiego – i znalazł nowych właścicieli: większość obiektów przejęło Starostwo Powiatowe w Rybniku, zaś 16 kwietnia 2012 r. kaplicę pw. św. Juliusza przejęła Archidiecezja katowicka. Wymogiem nieodpłatnego przejęcia obiektów było przeznaczenie ich wyłącznie na cele społeczne, niekomercyjne. W 2012 roku Starostwo Powiatowe w Rybniku przekazało dwa najmniejsze budynki kompleksu nowym właścicielom: w budynku pogotowia ratunkowego powstała Szkoła Izby Rzemieślniczej, a w gmachu po dermatologii – domowe hospicjum z Rybnika i Stowarzyszenie Rodzicielstwa Zastępczego. W marcu 2013 r. zabytkowa kaplica, oczekująca na remont ze strony Archidiecezji katowickiej, została ograbiona przez złomiarzy. Straty to ocynkowana blacha z dachu, mosiężne świeczniki, krzyże i kinkiety. Straty oszacowano na około 80 tysięcy złotych.

## Personel
Kierownicy szpitala:
- siostra Teresa (do 1893 roku)
- siostra Urbana (1893–1914) roku szpitalem kierował, od 1914 r. do 1920 r., a od 1920 r. do 1925 r.
- siostra Triphonia (1914–1920)
- siostra Demetria (1920–1925)

Główni lekarze:
- dr. Fleischar (1869–1877)
- dr. Ostmann, dr. Siegl (1878–1905)
- dr Boretius, dr. Modler (1905–1922)
- dr Palka (1922–1923)
- dr A. Miedniak (1923–

Kapelani:
- Ks. Teodor Kremski (1872–1906)
- Ks. Alfred Slossarczyk (1909–1920)
- Ks. Leon Pampuch (1920–1933)
- Ks. Józef Wojtynek (1933–1939)